# Kormisoš di Bulgaria
Kormisoš (in bulgaro Кормисош?; ... – 756) è stato Khan di Bulgaria dal 753 al 756.

## Biografia
La nominalia dei khan bulgari afferma che apparteneva al clan Vokil e che governò la bulgaria per 17 anni. Secondo la cronotassi sviluppata da Moskov, Kormisoš avrebbe regnato dal 737 al 754, seppur altre cronotassi, non tenendo in considerazione la nominalia, collocano il suo regno dal 753 al 756. 
Sempre la nominalia afferma che il regno di Kormisoš portò ad un cambio di dinastia, senza specificare se ciò avvenne pacificamente o meno. Kormisoš inaugurò una lunga guerra contro l'Impero bizantino e l'imperatore Costantino V. Il sovrano bizantino aveva iniziato a fortificare la frontiera tra i due stati e a favorire l'insediamento delle regioni della tracia di bizantini provenienti dall'Armenia e dalla Siria. Posto davanti queste minacce, il re bulgaro chiese un aumento del pagamento annuale, ma ricevette un netto rifiuto. Il rifiuto fece scatenare l'invasione bulgara che arrivò fino al muro anastasiano, a 40 km da Costantinopoli. Dopo un contrattacco bizantino, Kormisoš firmò un trattato di pace dove si confermava la frontiera esistente. La fine del regno di Kormisoš non è ben certa, può essere morto oppure deposto dal successore Vineh.